# Leipzig Dresdner Bahnhof

Dresdner Bahnhof (rechts), 1862

Gebäude und Gleisanlagen, 1892

Der Dresdner Bahnhof war ein Bahnhof in Leipzig, der von 1839 bis 1913 als Endpunkt für die Leipzig-Dresdner Eisenbahn diente, von 1887 bis 1913 auch als Endpunkt der Bahnstrecke Leipzig–Geithain. Zudem bestand von 1851 bis 1878 eine direkte Gleisverbindung zum Bayerischen Bahnhof.

## Geschichte
Eduard Pötzsch, deutscher Architekt und Wegbereiter der Bahnhofsarchitektur, schuf den Dresdner Bahnhof, den Leipziger Endbahnhof der Leipzig-Dresdner Eisenbahn als ersten mitteleuropäischen Kopfbahnhof. Dieser befand sich im Bereich der Osthalle des heutigen Leipziger Hauptbahnhofs und grenzte damals an die äußere Bebauung der Stadt. Obwohl bereits im April 1837 ein erstes bis Althen reichendes Teilstück der Leipzig-Dresdner Eisenbahn in Betrieb genommen wurde, dauerte es noch bis 1839, bis die Betreibergesellschaft den Dresdner Bahnhof als „Erster Leipziger Hauptbahnhof“ errichtete. Bei seiner Eröffnung war der Kopfbahnhof nicht mehr als eine von Eichensäulen getragene offene Halle, die auf der linken und rechten Seite mit steinernen Anbauten versehen war. Der Bahnhof und die dazugehörigen Anlagen wurden durch das jährlich steigende Personen-, Post- und Güteraufkommen in den darauffolgenden Jahren durch die Handschrift des Architekten mehrfach erweitert. Das geschah zuletzt 1887, um auch die Leipzig-Geithainer Eisenbahn einbinden zu können. Das Bahnhofsgebäude existierte bis 1913, seine Halle war 53 m lang und 26 m breit und überspannte ohne Stützsäulen vier Gleise (14.000 m²).
Der letzte Zug verließ den Dresdner Bahnhof mit einer festlich geschmückten Lokomotive am 1. Februar 1913 um 9:37 Uhr. Kurz danach wurden die Gebäude abgebrochen. Das dadurch freiwerdende Gelände wurde anschließend mit dem sächsischen Teil des Hauptbahnhofs überbaut.